# ErbB

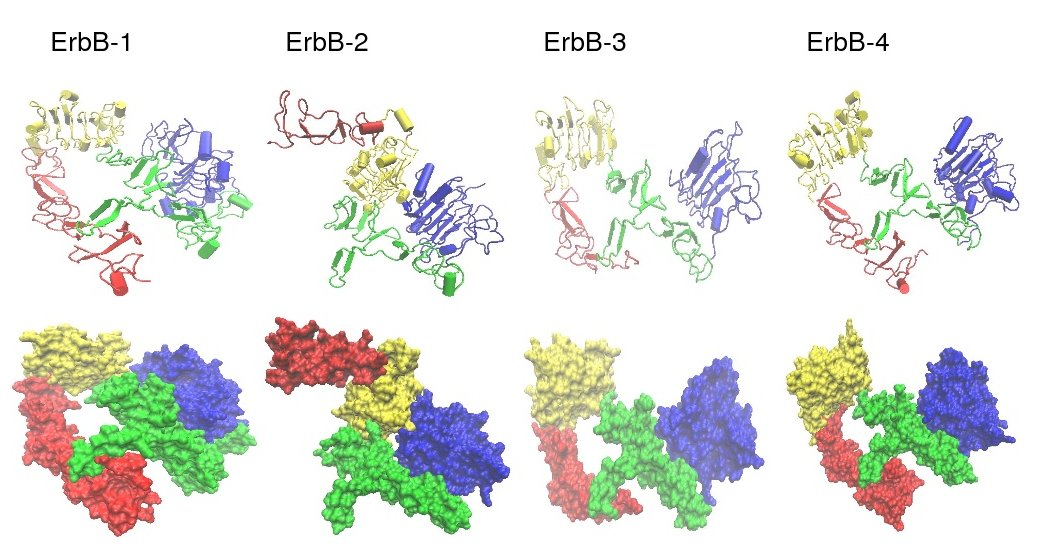
مقایسهٔ ساختار دومِـین خارج‌سلولی ErbB

ErbB خانواده‌ای از پروتئین‌ها هستند که مشتمل بر ۴ نوع تیروزین کیناز گیرنده‌ای بوده و از لحاظ ساختاری به گیرنده فاکتور رشد اپیدرمی شباهت دارند. عنوانِ این خانواده برگرفته از «آنکوژن ویروس لوسمی اریتروبلاستیک» است و شامل HER1، HER2/neu، HER3 و HER4 است.
هرگونه سیگنالینگ (پیام‌دهی) ناکافی از این خانواده منجر به بروز بیماری‌های نوروردژنراتیو همچون ام‌اس و بیماری آلزایمر می‌شود، حال آنکه بیش‌فعالی این پروتئین‌ها در پیام‌دهی با بروز برخی انواع تومورهای سرطانی در ارتباط است.
این پروتئین‌ها برای رشد و تکامل طبیعی لازم هستند. مثلاً فقدان ژن HER2/neu و HER4 در موش‌ها موجب عدم تشکیل برخی بافت‌های قلب و اختلال عملکرد آن و همچنین سیستم عصبی محیطی می‌شود.
HER1 و HER2/neu در بسیاری از تومورهای انسان دیده می‌شوند و پیام‌دهی بیش‌ازحد آنان، موجب رشد و بدخیم‌شدن این تومورها می‌شود.

## اعضای خانواده
این خانوادهٔ پروتئینی ۴ عضو دارد:
- ErbB-1 که به نام گیرنده فاکتور رشد اپیدرمی شناخته می‌شود.
- ErbB-2 که در انسان HER2 و در جوندگان neu نامیده می‌شود.
- ErbB-3 یا همان HER3
- ErbB-4 یا همان HER4

پروتئین v-ErbBs نیز هومولوگ EGFR است، اما فاقد توالی در درون دومِـین متصل‌شونده با لیگاند است.

## ErbB و فعال‌شدنِ کینازی
۴ عضو این خانواده می‌توانند پس از فعال‌شدن توسط لیگاندهای گوناگون از فاکتورهای رشد، ملکول‌های هومودایمر، هترودایمر یا اُلیگومرهای پیچیده‌تر تشکیل دهند. در واقع ۱۱ فاکتور رشد وجود دارد که می‌تواند این گیرنده‌ها را فعال کند.
توانایی ('+') یا عدم‌توانایی ('-') هر یک از این فاکتورهای رشد در فعال‌سازی گیرنده‌های ErbB در جدول ذیل نشان داده شده‌است.
| لیگاند      | گیرنده | گیرنده | گیرنده | گیرنده |
|             | ErbB-1 | ErbB-2 | ErbB-3 | ErbB-4 |
| EGF         | +      | -      | -      | -      |
| TGF-α       | +      | -      | -      | -      |
| HB-EGF      | +      | -      | -      | +      |
| آمفی‌رگولین  | +      | -      | -      | -      |
| بتاسلولین   | +      | -      | -      | +      |
| اپیژن       | +      | -      | -      | -      |
| اپی‌رگولین   | +      | -      | -      | +      |
| نئورگولین ۱ | -      | -      | +      | +      |
| نئورگولین ۲ | -      | -      | +      | +      |
| نئورگولین ۳ | -      | -      | -      | +      |
| نئورگولین ۴ | -      | -      | -      | +      |

تا کنون لیگاند مستقلی برای ErbB-2 شناسایی نشده است.